# Фононное рассеяние
Проходя через материал, фононы могут рассеиваться по нескольким механизмам: фонон-фононное рассеяние переброса, рассеяние на примесях или дефектах кристаллической решётки, фонон-электронное рассеяние и рассеяние на границе образца. Каждый механизм рассеяния можно охарактеризовать скоростью релаксации 1/ {\displaystyle \tau }, обратному соответствующему времени релаксации.

Все процессы рассеяния можно учесть с помощью правила Маттиссена. Тогда суммарное время релаксации {\displaystyle \tau _{C}} можно записать как:
{\displaystyle {\frac {1}{\tau _{C}}}={\frac {1}{\tau _{U}}}+{\frac {1}{\tau _{M}}}+{\frac {1}{\tau _{B}}}+{\frac {1}{\tau _{\text{ph-e}}}}}
Параметры {\displaystyle \tau _{U}}, {\displaystyle \tau _{M}}, {\displaystyle \tau _{B}}, {\displaystyle \tau _{\text{ph-e}}} обусловлены рассеянием переброса, рассеянием на примесях, граничным рассеянием и фонон-электронным рассеянием соответственно.

## Фонон-фононное рассеяние
Для фонон-фононного рассеяния эффекты нормальных процессов (процессов, сохраняющих волновой вектор фонона - N процессов) игнорируются в пользу процессов переброса (U процессов). Поскольку нормальные процессы изменяются линейно с изменением {\displaystyle \omega }, а процессы переброса зависят от {\displaystyle \omega ^{2}}, рассеяние переброса преобладает на высоких частотах . {\displaystyle \tau _{U}} определяется как:
{\displaystyle {\frac {1}{\tau _{U}}}=2\gamma ^{2}{\frac {k_{B}T}{\mu V_{0}}}{\frac {\omega ^{2}}{\omega _{D}}}}
где {\displaystyle \gamma } – параметр  Грюнайзена, μ – модуль сдвига, V0 – объем, приходящийся на один атом, и {\displaystyle \omega _{D}}—частота Дебая.

## Трехфононный и четырехфононный процесс
Традиционно перенос тепла в неметаллических твердых телах описывался процессом трехфононного рассеяния, а роль процессов четырехфононного рассеяния и рассеяния более высокого порядка считалась незначительной. Недавние исследования показали, что четырехфононное рассеяние может быть важным почти для всех материалов при высокой температуре  и для некоторых материалов при комнатной температуре.  Предсказанная значимость четырехфононного рассеяния в арсениде бора была подтверждена экспериментами.

## Разностное рассеяние на примесях
Разностное рассеяние на примесях определяется выражением:
{\displaystyle {\frac {1}{\tau _{M}}}={\frac {V_{0}\Gamma \omega ^{4}}{4\pi v_{g}^{3}}}}
где {\displaystyle \Gamma } является мерой силы рассеяния примесей ; {\displaystyle {v_{g}}} зависит от дисперсионных кривых.
При самых низких температурах вклад от рассеяния на границах всегда будет основным и низкотемпературная асимптотика теплопроводности трёхмерного кристалла имеет вид  {\displaystyle \displaystyle k\propto T^{3}} . Рассеяние на дислокациях и точечных дефектах будет давать вклад в сторону понижения теплопроводности при повышении температуры, уменьшая длину свободного пробега.

## Рассеяние на границе образца
Рассеяние на границе образца особенно важно для низкоразмерных наноструктур. В таких структурах скорость  релаксации определяется выражением:
{\displaystyle {\frac {1}{\tau _{B}}}={\frac {V}{L_{0}}}(1-p)}
где {\displaystyle L_{0}} – характерная длина системы, а {\displaystyle p} представляет долю зеркально рассеянных фононов.
Параметр {\displaystyle p} для произвольной поверхности требует сложных расчетов. Для поверхности, характеризующейся среднеквадратичной шероховатостью {\displaystyle \eta }, зависящее от длины волны значение для {\displaystyle p} можно рассчитать с помощью
{\displaystyle p(\lambda )=\exp {\Bigg (}-16{\frac {\pi ^{2}}{\lambda ^{2}}}\eta ^{2}\cos ^{2}\theta {\Bigg )}}
где {\displaystyle \theta } —угол падения. 
 При стандартном случае, то есть при {\displaystyle \theta =0},  совершенно зеркальное рассеяние (т.е. {\displaystyle p(\lambda )=1} ) потребует сколь угодно большой длины волны или, наоборот, сколь угодно малой шероховатости. Чисто зеркальное рассеяние не вносит связанного с границей увеличения теплового сопротивления. Однако в диффузионном пределе при {\displaystyle p=0} скорость релаксации становится
{\displaystyle {\frac {1}{\tau _{B}}}={\frac {V}{L_{0}}}}
Это уравнение также известно как предел Казимира. 
Вышеописанные уравнения могут во многих случаях точно моделировать теплопроводность изотропных наноструктур с характерными размерами порядка длины свободного пробега фононов. В целом требуются более подробные расчеты, чтобы полностью описать взаимодействие фононов с границей на всех соответствующих колебательных модах в произвольной структуре.

## Фонон-электронное рассеяние
Рассеяние электрона на колебаниях кристаллической решетки описывается в терминах поглощения и испускания фононов движущимся электроном. Фононы представляют собой квазичастицы, описывающие возбуждения кристаллической решетки с некоторым законом дисперсии {\displaystyle \displaystyle \omega =\omega _{s}(q)}, где {\displaystyle q} – квазиимпульс фонона, {\displaystyle \omega } – его частота, а индекс {\displaystyle s} нумерует различные ветви фононного спектра (акустические, оптические, продольные, поперечные). Процесс рассеяния соответствует передаче импульса и энергии от электрона колебаниям решетки и наоборот.
Фонон-электронное рассеяние также может вносить вклад, когда материал сильно легирован. Соответствующее время релаксации определяется как:
{\displaystyle {\frac {1}{\tau _{\text{ph-e}}}}={\frac {n_{e}\epsilon ^{2}\omega }{\rho V^{2}k_{B}T}}{\sqrt {\frac {\pi m^{*}V^{2}}{2k_{B}T}}}\exp \left(-{\frac {m^{*}V^{2}}{2k_{B}T}}\right)}
Параметр {\displaystyle n_{e}} — концентрация электронов проводимости, ε — потенциал деформации, ρ — массовая плотность, m* — эффективная масса электрона.  Обычно считается, что вклад в теплопроводность фонон-электронного рассеяния пренебрежимо мал.

## использованная литература
1. ↑  Mingo, N (2003). Calculation of nanowire thermal conductivity using complete phonon dispersion relations. Physical Review B. 68 (11): 113308. arXiv:cond-mat/0308587. Bibcode:2003PhRvB..68k3308M. doi:10.1103/PhysRevB.68.113308. Архивировано 12 июля 2022. Дата обращения: 18 марта 2022.
2. ↑  Jie Zou, Alexander Balandin. Phonon heat conduction in a semiconductor nanowire // Journal of Applied Physics. — 2001-03. — Т. 89, вып. 5. — С. 2932–2938. — ISSN 1089-7550 0021-8979, 1089-7550. — doi:10.1063/1.1345515.
3. ↑  Ziman, J.M. Electrons and Phonons: The Theory of transport phenomena in solids. — 1960.
4. ↑  Feng, Tianli (2016). Quantum mechanical prediction of four-phonon scattering rates and reduced thermal conductivity of solids. Physical Review B. 93 (4): 045202. arXiv:1510.00706. Bibcode:2016PhRvB..96p5202F. doi:10.1103/PhysRevB.93.045202.
5. ↑  Feng, Tianli (2017). Four-phonon scattering significantly reduces intrinsic thermal conductivity of solids. Physical Review B. 96 (16): 161201. Bibcode:2017PhRvB..96p1201F. doi:10.1103/PhysRevB.96.161201.
6. ↑  Jiang, Puqing (2018). Interfacial phonon scattering and transmission loss in > 1 um thick silicon-on-insulator thin films. Phys. Rev. B. 97: 195308. doi:10.1103/PhysRevB.97.195308.
7. ↑  Maznev, A. (2015). Boundary scattering of phonons: Specularity of a randomly rough surface in the small-perturbation limit. Phys. Rev. B. 91: 134306. doi:10.1103/PhysRevB.91.134306.
8. ↑  Casimir, H.B.G (1938). Note on the Conduction of Heat in Crystals. Physica. 5 (6): 495–500. Bibcode:1938Phy.....5..495C. doi:10.1016/S0031-8914(38)80162-2.
9. ↑  Zou, Jie (2001). Phonon heat conduction in a semiconductor nanowire (PDF). Journal of Applied Physics. 89 (5): 2932. Bibcode:2001JAP....89.2932Z. doi:10.1063/1.1345515. Архивировано из оригинала (PDF) 18 июня 2010. Дата обращения: 18 марта 2022.